# МТП-300Т
МТП-300Т — бронированная ремонтно-эвакуационная машина и машина технической помощи (МТР) компании «Минотор-Сервис», подвижное средство технического обеспечения, создан на шасси БТР-50.

## Описание

### Машина
В экипаж машины входят командир, механик-водитель и дополнительный член экипажа. Установленные на машине двигатель и трансмиссия обеспечивают машине высокие разгонные и скоростные характеристики и возможность её использования в совместных боевых действиях с современными образцами военной техники: на шоссе машина достигает скорости 60 км/ч, на пересечённой местности — 45 км/ч, при движении задним ходом — 8 км/ч, на плаву — 10 км/ч, задним ходом на плаву — 5 км/ч. На 100 км пути расходуется 92 л топлива и 2,8 л масла.
МТП-300Т обладает высокой маневренностью, повышенной проходимостью и плавучестью: на шоссе она может преодолевать от 380 до 420 км, на пересечённой местности — от 290 до 340 км, на плаву — от 80 до 140 км. МТП-300Т преодолевает препятствия под углом 38 градусов, входит в воду с берега под углом 30 градусов и выходит оттуда под углом 25 градусов, преодолевает стенки высотой 1,1 м и ров глубиной 2,8 м.
Применение двигателя и трансмиссии в едином силовом блоке, быстроразъемных разъемов в питающих системах определяет возможность его оперативной замены, а гидравлические усилители в приводах управления обеспечивают усилия на органах управления на уровне современных эргономических норм. Пассивные приборы ночного видения позволяют осуществлять вождение машин в ночное время без применения инфракрасной подсветки. На БТР установлен современный манипулятор, обеспечивающий
во время выполнения ремонта проведение монтажно-демонтажных работ в большой рабочей зоне с высокой точностью, безопасностью и оперативностью.

### Технологическое оборудование
В состав ремонтного оборудования входят манипулятор, универсальный сварочный агрегат, средства буксирования, такелажное оборудование, верстак, тумба для инструмента, заточной станок, сверлильное приспособление, комплект гидроинструмента, дозиметрический прибор, малогабаритный заправочный агрегат, комплекты монтажно-демонтажных приспособлений и инструмента, приборов и инструмента электрика, сварщика, слесаря, режущего инструмента и запасные части и материалы.